# Julia (gastéropode)
Pour les articles homonymes, voir Julia.
Genre
Synonymes
- Prasina Deshayes, 1863[2] [1]

Julia est un genre de mollusques gastéropodes saccoglosses à coquille bivalve, de la famille des Juliidae. 

## Liste des espèces
Selon World Register of Marine Species (13 février 2020) :
- Julia burni Sarma, 1975
- Julia equatorialis Pilsbry & Olsson, 1944
- Julia exquisita Gould, 1862
- Julia girondica Cossman & Peyrot, 1914 †
- Julia japonica Kuroda & Habe, 1951
- Julia mishimaensis Kawaguti & Yamasu, 1982
- Julia thecaphora (Carpenter, 1857)
- Julia zebra Kawaguchi, 1981

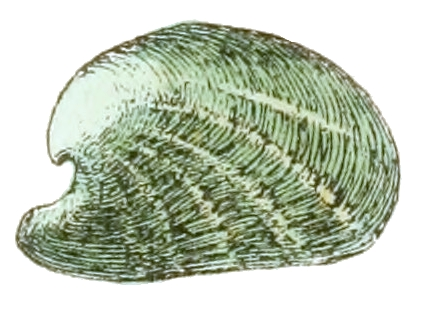
Coquille de Julia borbonica.
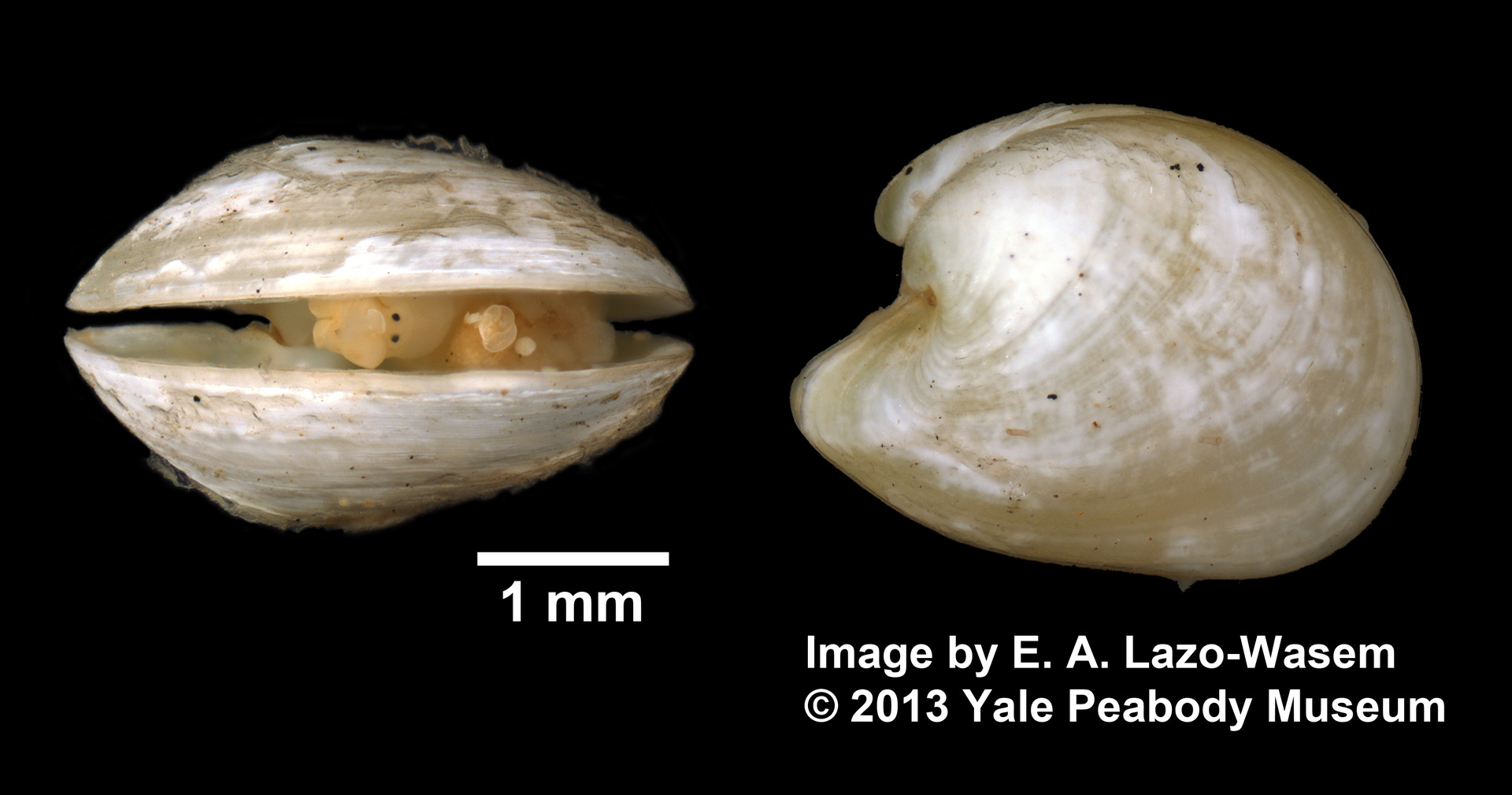
Julia japonica.